# Kalusha Bwalya
Kalusha Bwalya (ur. 16 sierpnia 1963 roku w Mufulirze) - były zambijski piłkarz, a obecnie trener piłkarski.
Był kapitanem reprezentacji Zambii oraz - w latach 2003–06 - selekcjonerem. Jako jedyny zawodnik drużyny narodowej nie zginął w katastrofie lotniczej w 1993 roku u wybrzeży Gabonu - nie znalazł się wówczas na pokładzie samolotu tylko dlatego, że w tym czasie rozgrywał mecz w barwach PSV Eindhoven.
Był jednym z najbardziej cenionych piłkarzy urodzonych na Czarnym Kontynencie - w 1988 roku wybrany został na najlepszego piłkarza Afryki, a w 1996 roku zajął czternaste miejsce w plebiscycie FIFA na najlepszego zawodnika na świecie.

## Sukcesy piłkarskie
- mistrzostwo Holandii 1989, 1991 i 1992, Puchar Holandii 1989 i 1990 oraz Superpuchar Holandii 1992 z PSV Eindhoven

W reprezentacji Zambii od 1983 do 2005 rozegrał 100 meczów i strzelił 50 bramek - drugie miejsce w rozgrywkach o Puchar Narodów Afryki w 1994 roku, trzecie w 1990 i 1996, ćwierćfinał w 1992, runda grupowa w 1986 i 1998, start w Igrzyskach Olimpijskich 1988 (faza grupowa), podczas których zdobył sześć bramek (wicekról strzelców).